# Азобензойные кислоты
Азобензойные кислоты (орто-, мета- и пара-) CO2H.C6H4.N:N.C6H4.CO2H — получаются из соответствующих нитробензойных кислот восстановлением амальгамой натрия в щелочном растворе, выделяясь при подкислении в виде желтых аморфных осадков.
Соли этих кислот кристалличны.
Азобензойные кислоты способны восстановляться далее в гидразобензойные кислоты, которые уже под влиянием кислорода воздуха дают обратно азобензойные кислоты.